# Simón Manso
Simón Manso y Español, III conde del Prado (Alagón, 27 de octubre de 1778–Módena, 23 de abril de 1850), fue un militar español.

## Biografía
Era hijo del capitán José Manso y de Josefa Español. Cadete en el Regimiento de Caballería del Rey, siendo aún muy joven participó en la guerra del Rosellón. Con trece años de edad, fue hecho abanderado por la hazaña de haber quitado una bandera a los enemigos.
Ascendido a sargento mayor, luchó en la guerra de la Independencia, obteniendo la Cruz de San Fernando de primera clase por su valor en las batallas de Talavera (1809), Benavente (1809) y Chiclana (1811). Tras combatir en muchas otras acciones de guerra, en 1814 recibió el empleo de coronel.
En 1821, al instaurarse el régimen constitucional, se le concedió el retiro para Andújar. Pero al finalizar el Trienio Liberal se incorporó al servicio. Era coronel de Caballería, agregado al regimiento n.° 1 de celadores reales. Gentilhombre de cámara, ingresó en el Cuarto de Don Carlos en marzo de 1826, junto con el conde de Negri y el marqués de Obando. En vida de Fernando VII era uno de los hombres de confianza del infante Don Carlos. Ascendió a brigadier de Caballería en 1829.
Durante la primera guerra carlista sirvió en el Ejército del Norte y al replegarse la Expedición Real a las Vascongadas, se le confirió el mando de la Caballería carlista expedicionaria. Emigró en 1839 y en el destierro continuó sirviendo al pretendiente, así como a su hijo, conocido como Carlos VI.
Estuvo casado con doña Isabel de Soto y Cárdenas, condesa del Prado, cuyo título utilizó. Les sucedió en el título su hija Petra María Manso y Soto, casada con su primo Luis de Solís y Manso, marqués de Rianzuela.
Tenía las primeras condecoraciones militares, y cuando murió, las tropas austríacas que guarnecían Módena le hicieron los honores de general del Imperio. Es mencionado en Los cien mil hijos de San Luis, de Benito Pérez Galdós: "Más allá de Zaragoza empezamos a temer que nos salieran al paso las tropas de Torrijos o de Manso. Por eso en vez de tomar directamente el camino de Cataluña subimos hacia Huesca. Salvador, cuya antipatía a los facciosos y guerrilleros era violentísima, se mostró disgustado al considerarse cerca de ellos".